# Angelo Galasso
Angelo Galasso (Francavilla Fontana, 4 luglio 1959) è uno stilista italiano.

## Biografia
Angelo Galasso nasce nel 1959 in un paese della Puglia, Francavilla. È secondo di quattro figli, il padre è un comandante della Polizia e la madre una professoressa di lettere.

## Carriera

### Interno 8
Nel 1984 si trasferisce a Roma ad inizia a lavorare in Banca ed ha una grande passione per la moda. Nel suo appartamento, all’interno n. 8 di un palazzo nel quartiere Parioli, inizia nel suo tempo libero a ricevere colleghi e clienti per i quali inizia a disegnare camicie diverse. Nasce così alla fine degli anni ‘80 il brand Interno 8. Nel 1990 apre il primo negozio in Italia e questo gli permette di lasciare il lavoro in banca per dedicarcisi esclusivamente, arrivando ad aprire 80 negozi monomarca in Italia. Nel 2000 si trasferisce a Londra, città che vede la nascita di 4 negozi Interno 8 sparsi tra Knightsbridge, Mayfair and The City.

### Billionaire Italian Couture
Nella capitale inglese Angelo comprende che manca nel mercato un brand di Couture da uomo che riesca a soddisfare anche le esigenze più stravaganti e nel 2005 fonda Billionaire Italian Couture. In questo nuovo Brand esprime a pieno la sua visione stilistica e la passione per i dettagli, creando capi che diventano i preferiti dal Jet Set Internazionale. Nel 2008 realizza diversi prodotti esclusivi, tra cui l’ombrello di coccodrillo, che ottengono una notevole cassa di risonanza.

### Angelo Galasso
Trasferita la sua attività a Londra ha attirato una clientela cosmopolita che include tra gli altri personaggi del calibro di Al Pacino, Paul McCartney, Roger Moore, Re Abdullah di Giordania, Michael Caine e Stevie Wonder. Nel 2009 lancia il marchio omonimo con l’apertura del primo flagship store a Knightsbridge, (Londra), aprendo poi negozi anche a Las Vegas, al Plaza di New York e a Mosca.

## Premi e innovazioni
Nel 1996 realizza la camicia Polso Orologio (Watch-Cuff). Nel 2004 il design di questa camicia viene esposto al London Design Museum e vince il premio "Best piece of art and timeless design". Angelo è stato soprannominato il "Da Vinci of Shirts" dal Financial Times. Dal 2014 entra per diversi anni nella classifica di GQ Best Dress Man of the Year. Nel 2021 Angelo Galasso è tra i primi brand del lusso a sbarcare nel mondo degli NFT collegati alla moda.